# Норботтен-шпиц
Норботтен-шпиц, или норботтенская лайка, или норботтенспетс, или норботтенспетц (швед. norrbottenspets), — порода охотничьих собак, выведенная в Швеции, самая мелкая среди охотничьих лаек. Используется для охоты на крупных лесных птиц, пушных зверей, приспособлена для удержания голосом лося, а также как сторожевая собака и собака-компаньон. Разделяют шведскую и финскую популяции, в Финляндии с 1972 года называют скандинавской или северной лайкой.

## История породы
Предками шпица из северной провинции Норботтен, предположительно, были проживавшие ещё в доисторические времена в районах хвойных лесов и арктической тайге более мелкие шпицы, о чём свидетельствуют археологические находки. Они пришли вместе с переселенцами, заселившими Западную Скандинавию примерно в XIV веке до н. э., и использовались преимущественно для охоты на белку, куницу, соболя и горностая.
В XIX веке шведский кинологический шпиц-клуб классифицировал порядка 6—7 скандинавских шпицев, отведя норботтен-шпицу третье место, однако в их число также входили гренладская и самоедская собаки.
К началу XX столетия порода практически исчезла, редкие экземпляры можно было отыскать разве что в отдалённых шведских деревнях. В 1911 году на основании исследований были выделены общие черты «правильной» лайки. Норботтен-шпиц подходил под данное определение, и Шведский кинологический клуб в 1912 году выделил средства для поддержки разведения норботтенской охотничьей собаки.
Большого интереса местного населения к регистрации и разведению породы это не вызвало, контакт между представителями клуба и охотниками-собаководами был недостаточным. Усложнял задачу языковой барьер, существовавший из-за того, что основное поголовье собак обитало в провинции Торнедален на границе между Швецией и Финляндией, а её жители разговаривали на торнедальском диалекте. В итоге локализацией норботтен-шпица были только отдалённые северные районы Швеции, лишь изредка порода упоминалась в кинологических журналах.
В конце 1930-х годов порода практически исчезла, была объявлена вымершей и вычеркнута из списков Шведского клуба собаководства.
Спустя 20 лет в северной шведской коммуне Паяла, встречаясь с местными охотниками, лесник Стиг Онерфельт обнаружил в их собаках черты «вымершего» норботтен-шпица и начал работу по его восстановлению.
В 1967 году в районе города Питео на проходившем «Норботтен-шпиц-шоу» было выставлено 36 собак. Породу вновь признали скандинавские клубы, она была восстановлена в статусе, а её новый стандарт внесён в реестр.
В сентябре 1968 года норботтен-шпиц признан Международной кинологической федерацией и отнесён к группе шпицев и пород примитивного типа.
С 2004 по 2014 год на родине породы ежегодно регистрировалось в среднем 143 собаки, что значительно меньше за тот же период, чем в соседней Финляндии. Также норботтен-шпиц распространён в Дании, Норвегии и Северной Америке.

## Внешний вид

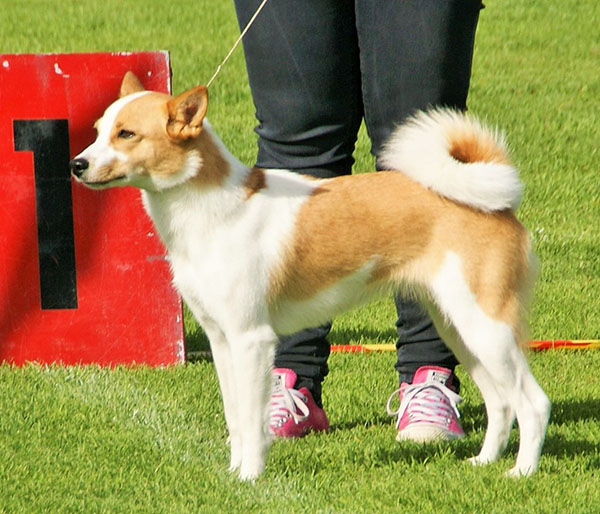

Небольшая, хорошо сбалансированная, шпицеобразная собака слегка растянутого формата, с развитой рельефной мускулатурой и ярко выраженным половым диморфизмом. Движения плавные, свободные и размашистые, конечности при осмотре спереди и сзади двигаются параллельно.
Голова сильная, без кожных складок, при осмотре сверху и сбоку равномерно сужается к носу. Череп относительно широкий, между ушами довольно плоский, лоб несколько округлый, переход ото лба к носу заметный, но слегка обозначенный. Мочка носа чёрная. Длина морды равна половине длины головы или немного короче. Морда не заострённая, отчётливо сужается к мочке носа. Губы тонкие и плотно прилегающие, скулы выражены. Челюсти и зубы хорошо развиты, прикус ножницеобразный. Глаза тёмно-коричневые, среднего размера, миндалевидные, косо поставленные, блестящие, со спокойным, но проницательным выражением. Уши высоко поставленные, стоячие, немного больше среднего размера, крепкие, концы немного округлённые.
Шея умеренно длинная, пропорциональная корпусу, сухая и мускулистая, слегка изогнутая, гибкая. Холка выражена, спина короткая и крепкая. Поясница короткая и широкая. Круп умеренно длинный и широкий, немного наклонный, с хорошо развитой мускулатурой. Грудь относительно глубокая и длинная, её глубина приблизительно равна половине высоты в холке, передняя часть хорошо развита и выражена. При осмотре сбоку самая нижняя точка линии нижней части туловища должна доходить до локтей или быть чуть ниже, затем она плавно переходит в линию незначительно подобранного живота.
Хвост достаточно высоко посажен, сильно изогнут над спиной, но не закручен в тугое кольцо и немного смещён в сторону, а его кончик касается бедра. Опущенный вниз хвост не должен быть ниже скакательных суставов. Иногда в породе встречается куцехвостость, что допустимо, но нежелательно по шведскому стандарту, однако квалифицируется как брак по стандарту финнов.
Передние конечности при осмотре спереди прямые и параллельные. Лопатки длинные, широкие, мускулистые, плотно прижаты к грудной клетке, косо поставленные. Плечевые кости одинаковой длины с лопатками, углы плече-лопаточных сочленений хорошо выражены и развиты, плотно прилегают к грудной клетке, но не сковывают движения. Предплечья прямые, с сильным костяком, с сухой эластичной мускулатурой. Пясти сильные, при осмотре сбоку немного наклонные. Передние и задние лапы маленькие, сильные, направлены строго вперёд, с плотно собранными и хорошо сводистыми пальцами, подушечки плотные, хорошо развитые.
Задние конечности при осмотре сзади всегда параллельные, бедра пропорционально длинные, образующие почти прямые углы с тазовыми костями, мускулатура сильная. Коленные суставы сильные, с хорошо выраженными углами. Голени с бедрами формируют достаточные углы. Скакательные суставы сильные, плюсны сухие и крепкие, довольно длинные.
Шерсть двойная с тонким и плотным подшёрстком, покровная шерсть грубая, короткая и прямая, остевой волос плотно прилегает. Самая короткая шерсть на спинке носа, между ушами, на ушах и передней стороне конечностей, самая длинная — на шее, задней стороне бёдер и нижней стороне хвоста. Окрас чисто белый с хорошо очерченными и равномерно распределёнными, довольно большими и закрывающими уши и боковые стороны головы пятнами, в идеале имеющими цвет всех оттенков рыжего или жёлтого.
Идеальная высота в холке для кобелей 45 см, для сук — 42 см, допустимы отклонения 2 см в обе стороны. Финский стандарт подразумевает рост 44 см для кобелей и 41 см для сук. Вес 12—15 кг.

## Темперамент
Норботтен шпиц — сообразительная, уверенная в себе собака с добрым и весёлым нравом, бдительная и смелая, какой подобает быть охотничьей собаке; подвижная, жизнерадостная, рассудительная и находчивая. Это прекрасный сторож, готовый встать на защиту своей территории и хозяина, при этом любит детей. Собака чистоплотная и может содержаться в доме или квартире. Нуждается в каждодневных физических нагрузках, в противном случае быстро теряет форму, становясь равнодушной и ленивой. Дрессировать её нужно с самого раннего возраста.

## Здоровье
В конце XX века была выявлена генетическая предрасположенность породы к распространившейся среди её представителей катаракте, из-за чего резко снизилась популярность норботтенского шпица, достигшая своего пика в начале 1980-х годов, когда регистрировалось порядка 600 щенков. Это открытие отпугнуло часть нерадивых заводчиков, а перед кинологами и ветеринарами поставило трудную задачу — оздоровить породу путём искоренения этого заболевания глаз. Весомый вклад в решение этой проблемы внесли кинолог Пер-Арлик из Тарнабю и его жена. В результате их деятельности норботтен-шпиц получил статус самой здоровой шведской породы.
Представители породы склонны к полноте, у них нередки дисплазия тазобедренного сустава, вывих коленной чашечки и проблемы с суставами. Средняя продолжительность жизни составляет 12—15 лет, но могут жить более 20 лет.